# Frank Crean

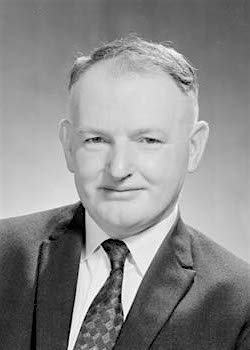
Frank Crean, 1962

Francis Daniel (Frank) Crean (geboren am 28. Februar 1916 in Hamilton, Victoria; gestorben am 2. Dezember 2008) war ein Politiker der Australian Labor Party. Von 1951 bis 1977 war er Abgeordneter im Repräsentantenhaus von Australien, von Dezember 1972 bis Dezember 1975 Minister unter Gough Whitlam sowie in den letzten sechs Monaten dessen Stellvertreter als Premierminister.

## Werdegang
Frank Crean kam als drittes von fünf Kindern von John Crean und seiner Frau Alison, geborene Lamont, in Hamilton, Victoria auf die Welt. Der Vater hatte im Bergbau gearbeitet und später begonnen, Fahrräder herzustellen, die Mutter war bis zu ihrer Heirat Lehrerin. Die Eltern erzogen die Kinder nach ihrem presbyterianischen Glauben. Crean wurde später Mitglied der Uniting Church und war viele Jahre als Superintendent für die Abhaltung von Sonntagsschulen zuständig, im australischen Parlament war er Gründungsmitglied einer überparteilichen Gruppe christlicher Abgeordneter.
Im Alter von dreizehn fesselte ihn ein rheumatisches Fieber rund ein Jahr ans Bett. In dieser Zeit nutzte er intensiv die Möglichkeit, Bücher aus der Privatbibliothek eines Nachbarn, Mitglied der australischen Arbeiter-Gewerkschaft und zugleich lokaler Parteisekretär der Labor Party, zu lesen. Seine in Hamilton begonnene Schulausbildung setzte Crean an der Melbourne High School, einer Eliteschule, fort. Nach deren Abschluss arbeitete er ab 1933 in der staatlichen Finanzverwaltung, wo er sich zu einem Fachmann für Einkommenssteuerrecht entwickelte. Parallel dazu erwarb er über einen Zeitraum von zehn Jahren Abschlüsse in Kunstgeschichte sowie Handels- und Verwaltungswissenschaft an der Universität Melbourne.

## Politik
Auch beeinflusst durch seine Freundschaft mit dem späteren Abgeordneten Standish Michael Keon trat Crean 1942 der Labour Party bei. 1945 bewarb er sich im Wahlkreis Albert Park in Melbourne um einen Sitz in der Legislativversammlung, dem Unterhaus von Victoria. Da dieser stark protestantisch geprägt war, empfahl ihm der einflussreiche Politiker Pat Kennelly, statt unter seinem katholisch klingenden Vornamen doch besser als Frank zu kandidieren. Crane wurde dann auch gewählt, verlor dieses Mandat aber nach zwei Jahren wieder. Er arbeitete nun als Steuerberater, wurde zum Vorsitzenden der Jugendorganisation der Partei gewählt und war 1947 Gründungspräsident der Fabian Society von Victoria. 1949 gelang es ihm erneut, erneut ins Unterhaus einzuziehen, diesmal für den Wahlkreis Prahran.
1951 kandidierte Crean in Melbourne Ports für das australische Repräsentantenhaus. Der Wahlkreis galt als sicheres Mandat für Labour: Jack Holloway hatte ihn seit 1931 gehalten, nun zog er sich aus der aktiven Politik zurück. Auch Crean gelang der Sprung in die Bundespolitik, bis zu seinem freiwilligen Verzicht 1977 konnte er den Parlamentssitz mehrfach verteidigen. Sein Mandat in Victoria gab er daher auf.
In der Hauptstadt galt Crean als prinzipientreu und bis ins Detail gut informiert, aber als wenig charismatisch und als Außenseiter. Gough Whitlam vertraute ihm in fachlichen Dingen („I leave these things (the economy) in your very capable hands“), hielt ihn aber für konfliktscheu; andere vertraten die Auffassung, dass er Probleme lieber intern löse. Sein Verhältnis zum Kommunismus galt als ambivalent. Obwohl kein ausgewiesener Parteilinker, unterstützte er doch Ben Chifleys Pläne zur Verstaatlichung von Banken.
Aufgrund seines Fachwissens wurde Crean schnell Sprecher von Labour in Wirtschafts- und Finanzfragen. Er beriet Chifley und, nach dessen Tod im Juni 1951, Herbert Vere Evatt. Seine Partei war in Canberra seit 1949 in der Opposition, erst bei der Wahl 1972 konnte sie an die Regierung zurückkehren. In der Regierung von Gough Whitlam wurde Crean Schatzminister. Aufgrund von Streitigkeiten über den Haushaltsplan musste er im Dezember 1974 mit Jim Cairns die Resorts tauschen und übernahm nun dessen Zuständigkeit für den Außenhandel. Nachdem Cairns im Zuge der Khemlani-Loan-Affäre als Schatzminister zurückgetreten war, übernahm Crean im Juli 1975 zusätzlich dessen Amt als Stellvertreter des Premierministers.
Das Ende der Regierung kam am 11. November 1975, als der Generalgouverneur von Australien, John Kerr, Whitlam entließ und stattdessen den Oppositionsführer Malcolm Fraser zum Premierminister ernannte, was eine Verfassungskrise auslöste. Bei der aus den Ereignissen resultierenden vorgezogenen Parlamentswahl am 13. Dezember 1975 konnte sich Frasers national-liberale Koalition eine komfortable Mehrheit sichern.
Am 27. Januar 1976 bewarb sich Crean um die Fraktionsführerschaft von Labour im Parlament, landete aber hinter dem gewählten Whitlam und dem früheren Industrieminister Lionel Bowen nur auf dem dritten und letzten Platz. Zur Parlamentswahl 1977 trat Crean nicht mehr an, seinen Wahlkreis konnte Clyde Holding erneut für Labour gewinnen.

## Familie
Crean war seit 1946 mit Maria Findlay verheiratet, die Familie lebte durchgängig in Melbourne. Das Paar hatte drei Söhne: der älteste, Stephen, Jahrgang 1947, erlangte landesweite Bekanntheit, als er im August 1985 am Charlotte Pass vom Skifahren nicht wieder zurückkehrte. Eine groß angelegte Suchaktion verlief ergebnislos, seine Überreste wurden erst anderthalb Jahre später gefunden. Der mittlere, Simon, geboren 1949, war wie der Vater lange Jahre Abgeordneter im Bundesparlament, hatte dort verschiedene Ministerposten inne und war außerdem von 2001 bis 2003 Vorsitzender der Labourpartei. Der jüngste, David, geboren 1950, saß als Abgeordneter im Parlament von Tasmanien und war dort auch Finanzminister.